# Heinrich Kohl (Politiker, 1956)

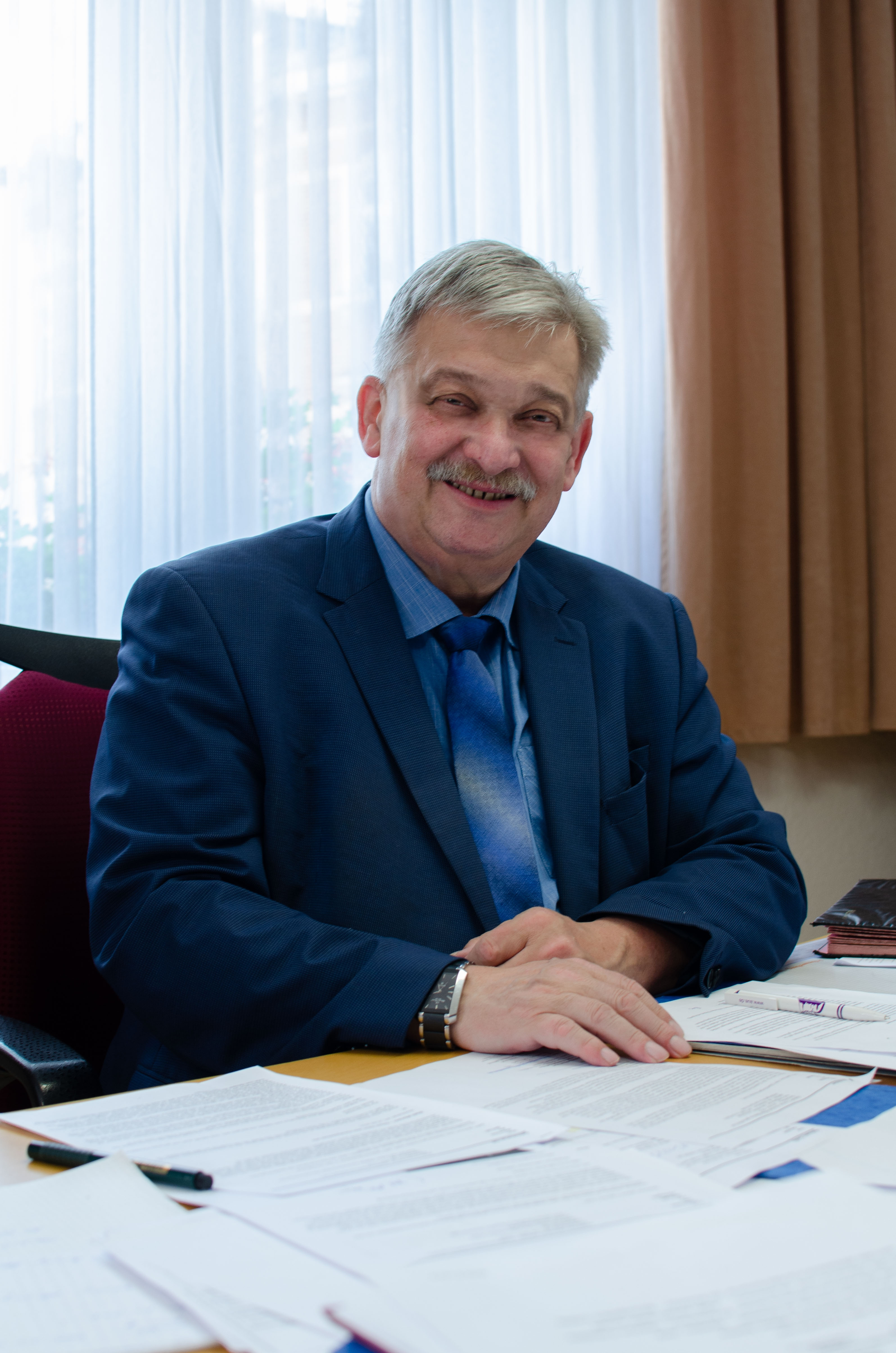
Heinrich Kohl (2021),
Oberbürgermeister von Aue-Bad Schlema

Franz Heinrich Kohl (* 1956 in Frankfurt am Main) ist Verwaltungsjurist und ein deutscher CDU-Politiker. Seit 1999 ist er Bürgermeister von Aue bzw. ab 2019 Oberbürgermeister der Großen Kreisstadt Aue-Bad Schlema.

## Biografie
Nach dem Abschluss des Gymnasiums in der Heimatstadt studierte Kohl Rechtswissenschaften an der Johann-Wolfgang-Goethe-Universität. Das anschließende Referendariat absolvierte er an der Deutschen Hochschule für Verwaltungswissenschaften in Speyer. Von 1986 bis 1991 leitete er das Rechtsamt in Bad Soden am Taunus als Prokurist einer kommunalen Kur- und Kongressparkgesellschaft mit ca. 100 Mitarbeitern. Später arbeitete Kohl als behördlicher und betrieblicher Datenschutzbeauftragter.
Nach der Wende, bereits ab 1990, betätigte sich Heinrich Kohl als ehrenamtlicher Verwaltungsberater in der thüringischen Sport- und Kurstadt Oberhof.
Im Jahr 1991 stellte er sich für den neu zu bildenden Landkreis Chemnitz zur Wahl und wurde als Beigeordneter gewählt. Er übernahm die Ressorts Ordnung und Sicherheit, Straßenverkehr mit Nahverkehr sowie Vermögensangelegenheiten. Nach Ende der ersten Wahlperiode wechselte er im Herbst 1994 zur Großen Kreisstadt Limbach-Oberfrohna und wurde dort als Bau- und Ordnungsbürgermeister gewählt. Zum Dezernat gehörten unter anderem Aufgaben der unteren Bauaufsichtsbehörde sowie der Aufsichtsratsvorsitz einer gemeinnützigen kommunalen Sozial-GmbH im Bereich Kindertagesstätten und Seniorenpflege (SPELO Stadtplanungs- und Entwicklungsgesellschaft Limbach-Oberfrohna mbH).
Bei der nächsten Wahl im Jahr 1999 bewarb sich Heinrich Kohl um ein politisches Amt in der Stadt Aue, die Einwohner wählten ihn zum Bürgermeister. Seitdem tritt er bei jeder neuen Kommunalwahl wieder als Kandidat an. Bei den Wahlen 2006, 2013 und 2019 wurde er stets wiedergewählt und im Amt des Bürgermeisters bestätigt. Im Jahr 2019 ging es um das neu geschaffene Oberbürgermeisteramt der neu gebildeten Großen Kreisstadt Aue-Bad Schlema, das er wiederum gewann. Er wurde damit erster Oberbürgermeister der neuen Doppelstadt. 
Kohls Kernaussage zur Kommunalpolitik lautet: „[...] Ich werde auch weiter für eine realistische und zukunftsweisende Politik in Aue(-Bad Schlema) stehen.“
In seiner Eigenschaft als Ratsherr ist Heinrich Kohl Vorsitzender des Aufsichtsrates der Auer Stadtwerke, der Auer Wohnungsbaugesellschaft, der Senioren- und Pflegezentrum Eichert gGmbH und weiterer Einrichtungen. Ehrenamtlich ist Kohl auch im Aufsichtsrat des FC Erzgebirge Aue, im Vorstand des Erzgebirgischen Handballvereins EHV Aue und in vielen weiteren regionalen Vereinen tätig. Dazu gehören ebenfalls die Positionen des Aufsichtsratsvorsitzender der Erzgebirgischen Theater- und Orchester GmbH, des Von Winterstein-Theaters und der Philharmonie Aue.
Darüber hinaus vertritt Heinrich Kohl die kommunalen Interessen in höheren politischen Gremien durch Mitgliedschaften im Umweltausschuss des Deutschen Städtetages, im Landesverband des Rechts-, Verfassungs- und Europaausschusses des Sächsischen Städte- und Gemeindetages, im Verwaltungsrat der Kommunalen Informationsverarbeitung Sachsen (KISA) und durch den Vorstandsvorsitz des Vereins sächsischer Bürgermeister e.V.
Innerhalb der CDU gehört Kohl seit Jahrzehnten den Sozialausschüssen der CDA und der Kommunalpolitischen Vereinigung (KPV) an, wo er zum Kreisvorsitzenden gewählt wurde.
Franz Heinrich Kohl ist verheiratet und hat drei Kinder.